# Tillandsia klausii
Tillandsia klausii là một loài thuộc chi Tillandsia. Đây là loài đặc hữu của México.

## Hình ảnh

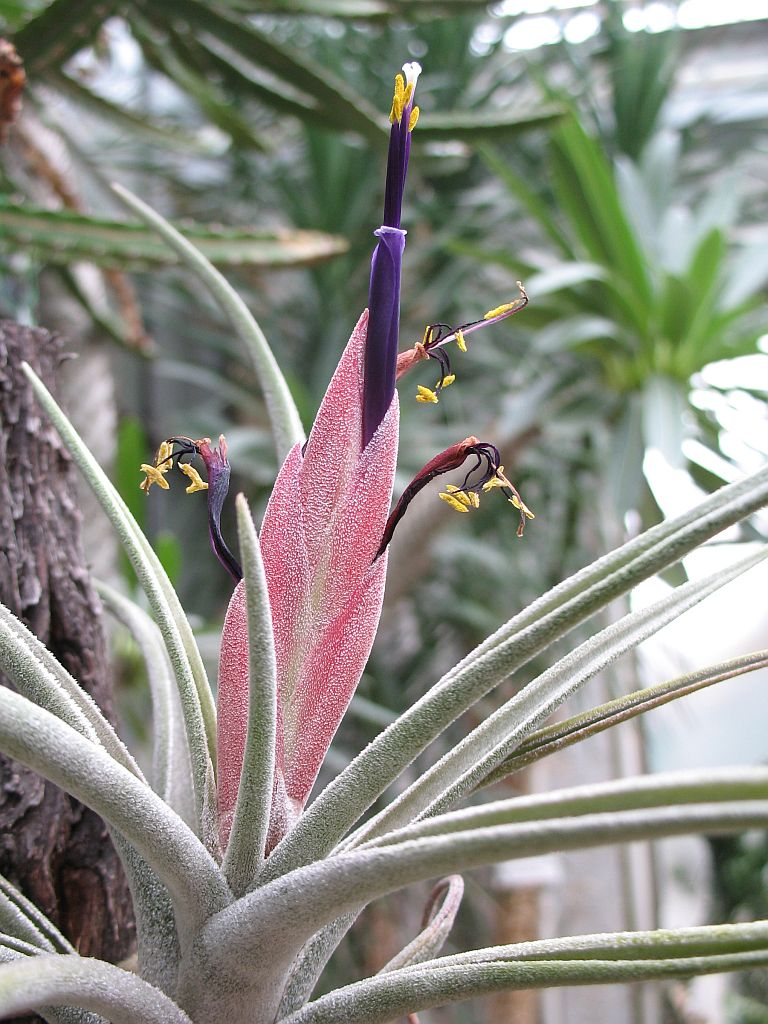
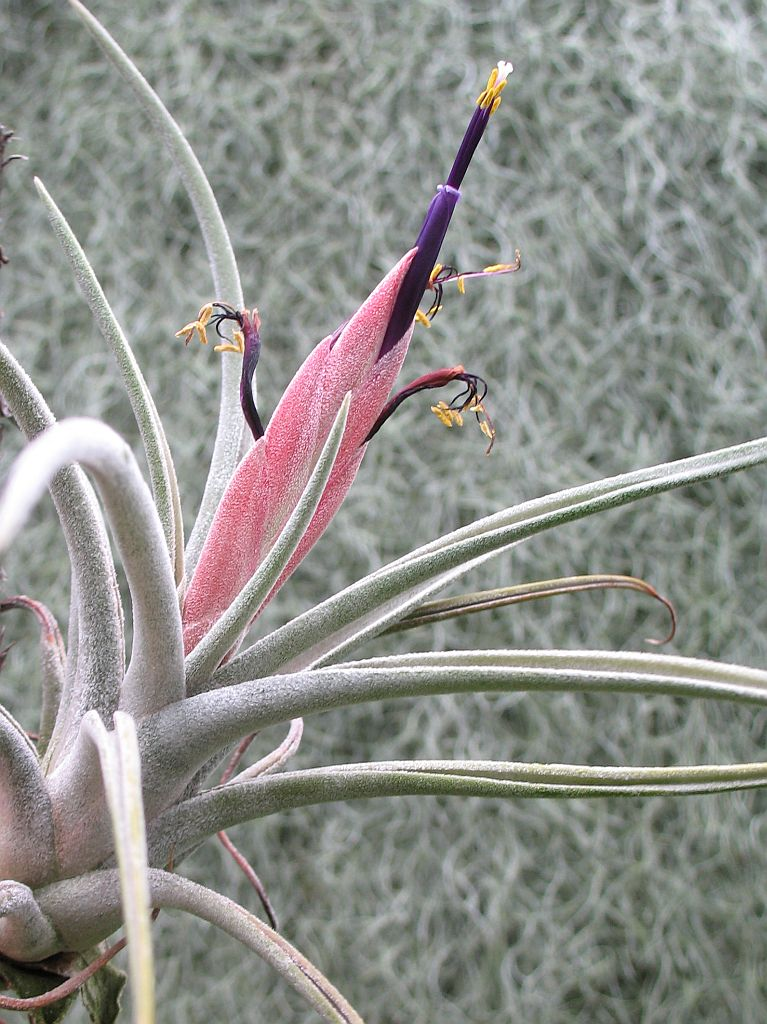